# Marbella Sharks
Marbella Sharks (español: Tiburones de Marbella) fue un club deportivo de fútbol americano de Marbella (Málaga) España. Fundado en 2009, tras la disolución del club Marbella Suns, que disputó la temporada 2010 de la Liga Nacional de Fútbol Americano. Se disolvió al final de la temporada.

## Jugadores destacados
- Rene Knopf, procedente de Graz Giants